# Roma quadrata
Roma quadrata (en català, 'Roma quadrada'), era el nom que portava un nucli de població que més endavant s'anomenaria Roma, format per tribus indígenes, probablement llatins i sabins. Seria el Pomerium original, un solc sagrat que delimitava la ciutat, traçat aixecant l'arada per mesurar les portes.

## Història
Es va formar al segle viii aC però la llegenda situa la seva creació el dia 21 d'abril de l'any 753 aC (Ab urbe condita), data que indicava l'inici del calendari romà. També explica la llegenda que Ròmul i Rem van fundar la ciutat, i que Ròmul va matar Rem, pensant en la dita Insociabile regnum ('El poder no es reparteix') marcant així simbòlicament, la intransigència altiva de Roma davant tota incursió malèvola. Així Ròmul es va convertir en el primer rei.
Alguns autors, combinant la llegenda i la història, parlen de la Roma quadrata i en donen tres explicacions diferents: La primera, segons Plutarc, Dionisi d'Halicarnàs i Apià, seria la ciutat formada al turó del Palatí. Una altra diu que era una petita zona que es limitava als voltants del Temple d'Apol·lo Palatí, que només ocupa una part del turó, i una tercera explicació diu que la Roma quadrata estava delimitada per una fosa que no arribava a donar el tomb a tot el turó.
També hi ha una llegenda recollida per Virgili, que diu que la ciutat va ser fundada al mont Palatí per Evandre de Pal·làntion i altres grecs antics abans de la guerra de Troia, i que va anomenar Pal·lanti a la ciutat en honor del seu fill, Pal·lant. Aquest mite de l'origen de la ciutat va ser significatiu en la mitologia de l'antiga Roma perquè Pal·lanti es va convertir en una de les ciutats que es va fusionar posteriorment a la Roma antiga, lligant els orígens de Roma als antics herois grecs.